# Prosopocera janus
Prosopocera janus är en skalbaggsart som först beskrevs av Bates 1890.  Prosopocera janus ingår i släktet Prosopocera och familjen långhorningar.
Artens utbredningsområde är:
- Gabon.
- Nigeria.

Inga underarter finns listade i Catalogue of Life.